# 重庆市开州中学
重庆市开州中学，原开县中学，位于重庆市开州区云枫街道，是原四川省首批重点中学，也是重庆市首批重点中学。。学校前身为1839年成立的培俊堂，现占地面积400亩，有学生7000人，教师366人。。2016年6月，国务院正式批准撤销开县，设立开州区，并于7月22日正式挂牌成立开州区人民政府而改名为重庆市开州中学。

## 历史沿革

### 中华人民共和国成立前
- 1839年，培俊堂成立
- 1905年，培俊堂更名为公立中西学堂
- 1907年，公立中西学堂更名为开县高等小学堂
- 1923年，开县高等小学堂更名为开县县立初级中学校
- 1944年，开县县立初级中学校更名为开县县立中学校

### 中华人民共和国成立后
- 1950年，开县县立中学校更名为川东区开县中学校
- 1952年，川东区开县中学校更名为四川省开县中学校
- 1956年，四川省开县中学校更名为四川省开县第一中学校
- 1963年，四川省开县第一中学校更名回四川省开县中学校
- 1994年，学校更名四川省开县中学，被列为四川省首批重点中学
- 1997年，学校更名为重庆市开县中学[4]

## 校园文化
- 办学理念：一切为了学生发展
- 核心价值观：允爱允责，致用致远，求是求新。[5]